# Alfredo Gama
Alfredo de Albuquerque Gama (Recife, 8 de agosto de 1867 - Recife, 21 de novembro de 1932) foi um compositor, pianista e juiz de comarca brasileiro.

## Vida pessoal
Alfredo Gama era filho de Aires de Albuquerque Gama e neto do conselheiro do Império Bernardo José da Gama, o Visconde de Goiana. Casou-se com Maria Luísa Barbosa, com quem teve sete filhos.
Seu círculo de amizades incluía os compositores Euclides Fonseca, Francisco Libânio Colás e Misael Domingues.

## Carreira musical
Alfredo Gama era considerado o "rei da música ligeira". Ao longo de sua carreira, produziu mais de 250 composições, entre cançonetas, choros, marchas, pas de quatres, polcas, tangos e valsas, algumas com letras de Armando de Oliveira. Alfredo escreveu também comédias e peças musicais para Alda Garrido.
Em 1946, Mário de Azevedo gravou sua "Valsa dos que sofrem"; treze anos mais tarde, em 1959, lançou o LP "Tempos saudosos - Músicas de Ernesto Nazareth e Alfredo Gama".

## Outras atividades
Em 1889, Alfredo Gama formou-se em Direito pela Faculdade do Recife, atuando posteriormente como juiz de comarca. Trabalhou na Estrada de Ferro do Norte de Alagoas até setembro de 1894. Em 1897, Alfredo fundou o Instituto Aires Gama, para o ensino primário e secundário, onde realizou montagens de teatros de revista de sua autoria. Foi ainda redator do Diário Oficial do Estado de Pernambuco, cargo que ocupou até seu falecimento.